# Parafia św. Jadwigi Śląskiej w Lęborku
Parafia pw. św. Jadwigi Śląskiej w Lęborku – rzymskokatolicka parafia należąca do dekanatu lęborskiego diecezji pelplińskiej w Lęborku.
Pierwszym proboszczem a zarazem budowniczym kościoła został ksiądz Jerzy Kąkol. Obecnym proboszczem parafii jest ksiądz Sławomir Prabucki. Kościół został konsekrowany 2001 r. przez ks. bpa Jana Bernarda Szlagę.